# Cristóbal Vaca de Castro
Cristóbal Vaca de Castro (Izagre, 1492 – Valladolid, 1566) è stato un funzionario spagnolo, amministratore coloniale in Perù.

## Biografia
Studiò legge a Salamanca. Sposò María Magdalena de Quiñones y Osorio dalla quale ebbe otto figli. Nel 1536 venne nominato oidor (giudice) della Real Audiencia di Valladolid. Il 9 settembre 1540 ottenne il titolo di cavaliere dell'Ordine di Santiago.

## In viaggio verso il Perù
Nel 1540 venne inviato in Perù dall'Imperatore Carlo V per ristabilire l'ordine tra le fazioni di Gonzalo Pizarro e Diego de Almagro il Giovane dopo l'assassinio di Diego de Almagro padre.
Vaca de Castro aveva una reputazione di uomo integro, sagace e coraggioso. Il suo titolo ufficiale era quello di juez pesquisidor (investigatore speciale) ed era autorizzato a subentrare all'amministrazione della colonia in caso di morte di Francisco Pizarro.
Il 5 novembre 1540 salpò da Sanlúcar de Barrameda e giunse a Panama nel gennaio del 1541. Fece rotta verso il Perù ma, a causa delle pessime condizioni meteorologiche, dovette ripiegare su Buenaventura, in Colombia. Da qui, procedette via terra verso Cali dove fece sosta per circa tre mesi a causa di problemi di salute. Durante il suo soggiorno a Cali fece da intermediario in una disputa di giurisdizione tra Sebastián de Belalcázar e Pascual de Andagoya.

## Governatore del Perù
Durante il viaggio verso il Perù, a Popayán, venne a conoscenza dell'assassinio di Francisco Pizarro e dell'elezione di Diego de Almagro a governatore. Arrivò a Quito il 25 settembre 1541 e radunò le truppe reali al suo seguito. Supportato da Francisco de Carvajal, sconfisse Almagro il 16 settembre 1542 nelle pianure del Chupas. Dopo la sconfitta, Almagro cercò di scappare ma venne fatto prigioniero. Su pressione dei Pizarristi, Vaca de Castro ne ordinò l'esecuzione.
Nel 1542 vennero promulgate le Leggi nuove; il loro scopo principale era quello di evitare gli abusi delle encomiende ed eventualmente, quello di abolirne del tutto il sistema. Tali leggi causarono non poche difficoltà a Vaca de Castro con Pizarro e i suoi seguaci, perciò acconsentì di presentare il loro caso alla Corona. In seguito concentrò i suoi sforzi cercando di far sviluppare la regione, migliorandone i mezzi di comunicazione e supervisionando il lavoro nelle miniere.
Nel 1543 inviò Diego de Rojas e altri 200 uomini nel Río de la Plata. La scoperta di Tucumán viene accreditata a questa spedizione.

## Ritorno in Spagna
Nel 1544 Blasco Núñez Vela lo fece arrestare con l'accusa di simpatizzare con la ribellione di Gonzalo Pizarro e ne prese il potere, diventando il primo viceré. Vaca de Castro venne fatto prigioniero a El Callao e poi spedito via nave a Panamá e successivamente in Spagna. Qui venne imprigionato con le accuse di essersi arricchito illegalmente ma dopo tre anni di prigione venne assolto completamente. Più tardi venne nominato commendatore dell'Ordine di Santiago mentre tra il 1557 ed il 1561 fu presidente del Consiglio di Castiglia.
Si ritirò nel convento di San Augustin a Valladolid, dove morì nel 1566. Fu seppellito nel convento.